# Stigghiola
La stigghiola è un tipico piatto della cucina siciliana, che ha come ingrediente base le budella (in particolare quelle di agnello). È un prodotto tipico siciliano, che gode di riconoscimento ufficiale, grazie all'inserimento nella lista dei prodotti agroalimentari tradizionali italiani (PAT) del Ministero delle politiche agricole alimentari e forestali (MIPAAF). Diffuso anche in Calabria, specialmente nel sud della regione, con la medesima denominazione ma differente metodo di preparazione.

## Caratteristiche
È un piatto che viene generalmente preparato e servito per strada dal cosiddetto stigghiularu.
Consiste di intestino tenue (vureddu lisciu) di agnello (ma anche capretto o vitello), lavate in acqua e sale, condite con prezzemolo, con o senza cipolla, infilzate in uno spiedino, o arrotolate attorno a un cipollotto, e cucinate direttamente sulla brace. Si mangiano calde, condite con sale e limone. Piatti simili sono presenti anche nella cucina greca, ne è un esempio il kokoretsi (κοκορέτσι), ovvero una sorta di grossa stigghiola cotta alla brace con all'interno interiora e frattaglie generalmente di agnello tipica del periodo pasquale, e in quella sarda (sa cordula o corda e sa trattalìa). Nella maggior parte dei casi si mangiano per strada in qualche bancarella.
Caratteristico l'odore che si riconosce per strada, effetto del fumo talvolta provocato di proposito a maestria dallo stigghiolaro per attirare gente all'assaggio.
La cucina calabrese, in particolare del sud della regione, prevede che le budella di agnello siano arrotolate preferibilmente attorno a degli straccetti di trippa di agnello e qualche foglia di prezzemolo: ne derivano dimensioni della stigghiola più contenute rispetto a quella tradizionale sicula, ma comunque maggiori rispetto ad un tradizionale torcinello. Oltre che alla brace, la cucina calabrese prevede e predilige questo piatto cotto in casseruola, in umido o con sugo di pomodoro e peperoncino.